# Freystadt

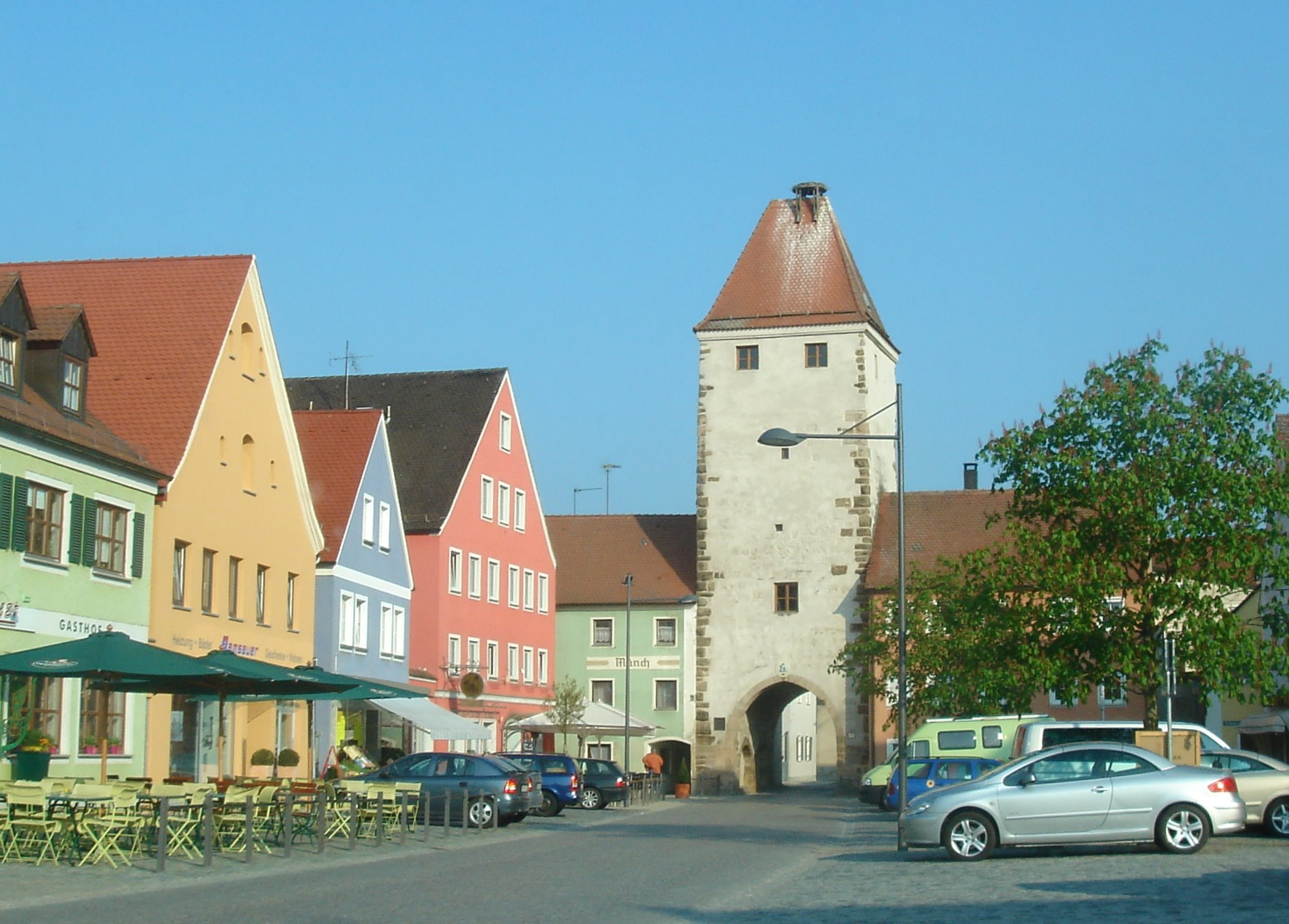
Foto de Freystadt

Freystadt (pronunciación en alemán: /ˈfʁaɪ̯ˌʃtat/ⓘ) es una ciudad de Alemania. Se encuentra en el distrito de Neumarkt, en el estado de Baviera, cerca del Canal Rin-Meno-Danubio, a 14 km al suroeste de Neumarkt in der Oberpfalz, y a 33 km al sudeste de Núremberg. Cuenta con una superficie de 80.53 kilómetros cuadrados y, con fecha 31 de diciembre de 2013, tenía 8.626 habitantes, lo que suponía una densidad de 110 habitantes por kilómetro cuadrado.
No se debe confundir esta localidad alemana de Freystadt con las poblaciones polacas de Kisielice (conocida en alemán como Freystadt in Westpreussen) ni de Kożuchów (a la que los alemanes denominan Freystadt in Schlesien.